# Skara HF
Skara HF er en svensk håndboldklub, hjemmehørende i Skara, Sverige. Klubben blev etableret i 1993. Hjemmekampene bliver spillet i Skara Idrottshall. Holdet spiller pr. 2020, i Svensk handbollselit.
I løbet af 1990'erne spillede Skara HF, i flere sæsoner i den bedste svenske række Elitserien, men rykkede ned i sæsonen 1997/1998. Efter et par år i toppen af Allsvenskan, rykkede klubben op i ligaen, igen i 2016.

## Arena
- Navn: Skara Idrottshall
- By: Skara, Sverige
- Kapacitet: 700
- Adresse: Vilangatan 21, 532 37 Skara

## Aktuel trup

### Spillertruppen 2019-20
| Målvogtere - 01 Christina Lövgren - 16 Lærke Sørensen - 93 Natasha Antikj Fløjspillere RW - 05 Elsa Aling - 77 Alexandra Roos LW - 02 Emma Arlestad - 18 Melanie Felber (c) Stregspillere - 03 Sofie Berndtsson - 22 Emily Thompson - 24 Lovisa Kardell | Bagspillere LB - 04 Line Hindhede - 08 Emma Kiellberg - 11 Mikaela Johansson - 21 Carolina Jarlstam CB - 15 Emma Frisk Nävarp - 19 Amanda Thorp - 20 Elsa Frisk Nävarp - 23 Ida Holm - 25 Tove Lindberg RB - 17 Sara Johansson |